# Université normale de Chine centrale

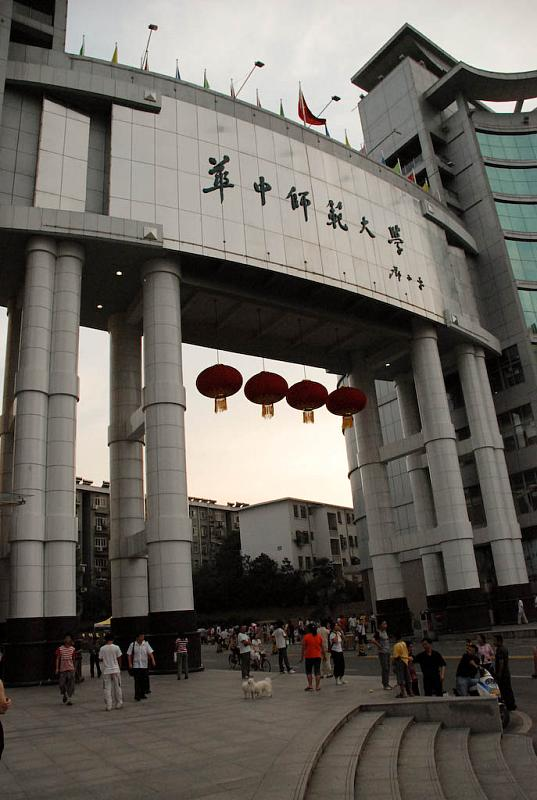
Porte Huazhong de l'Université normale de Chine centrale (華中師範大學).

L'Université normale de Chine centrale (chinois : 华中师范大学 ; en anglais : Central China Normal University), est une université situé à Wuhan, capitale de la province centrale de Hubei, en Chine.
Elle est créée en 1903, vers la fin de la dynastie Qing.